# Maria Nordman
Maria Nordman   (Görlitz, 22 de juny de 1943) és coneguda per crear els contextos de SALES DE CINEMA a partir del 1967: SALA DE CINEMA EAT 1967-PRESENT i EXPOSICIÓ DE SALA DE CINEMA 1967- PRESENT. Aquestes dues obres són el punt d’atracció d'altres obres que segueixen, permetent noves consideracions de les sales com a escultura. Els seus treballs en cinema, fotografia fixa i escultura es relacionen de manera diferent amb l'escriptura, els projectes musicals, l’arquitectura, l'espai públic i la performance.

## Biografia i treball
Maria Nordman va estudiar a la Universitat de Califòrnia Los Angeles (1961-1967), on va rebre el seu màster. Allà va conèixer Josef von Sternberg, que en aquell moment donava classes de direcció de cinema a la UCLA. També va estudiar Cinematografia amb Jean-Claude Lubtchansky, que en aquell moment treballava amb Jean-Luc Godard. La producció de noves formes de treballar amb el cinema, amb els actors, els espectadors i el propi prosceni es veu des de les primeres obres de Nordman.
A més, connecten amb els seus projectes arquitectònics, la composició musical i les actuacions directament als carrers i barris de la ciutat, amb trobades casuals amb transeünts. Els parcs construïts per Nordman podrien funcionar com a llocs de vida; d'altra banda, poden tenir a veure només amb el pas directe del sol. Experimentada en carrers i parcs de la ciutat, el seu procés de treball inclou tres realitzacions a la Biennal de Venècia i també tres obres a Kassel, que formen part de Documenta.

## Exposicions
Nordman ha exposat a Documenta a Alemanya el 1977, 1982 i 1987. Ha exposat a Itàlia i ha realitzat la seva primera exposició individual a Berlín. La seva obra s’ha mostrat internacionalment en institucions com el Stedelijk Museum, Bèlgica (2013), el Los Angeles County Museum of Art, Califòrnia (2011), el Museu de Serralves, Porto (2007), el Museum Folkwang, Essen, Alemanya (1997), i Dia Art Foundation, Nova York (1991). La seva obra s’ha inclòs en mostres col·lectives al Castello di Rivoli Museo d’Arte Contemporanea de Torí (2011), al Centre Pompidou de París (2006) i al MoMA PS1 de Nova York (1999).

## Col·leccions
L'obra de Nordman es troba a les col·leccions del Museu d'Art Contemporani de Los Angeles i del Museu d'Art del Comtat de Los Angeles als Estats Units i de diversos Fracs a França.